# 南諾伍德
南諾伍德（South Norwood）是位於倫敦東南部的一個地區，查令十字東南7.8英里（12.5公里處），屬於克羅伊登倫敦自治市，在歷史上屬於薩里郡。2001年，這裡有人口超過14,000人。